# Lisa Davis
Lisa Davis, nome vero di Cherry Ann Davis (Londra, 20 aprile 1936), è un'attrice britannica naturalizzata statunitense.

## Biografia
Sorella del cantante Beryl Davis e cognata del disc jockey Peter Potter.
Ha recitato in diversi film dal 1949 al 1969.
Ha lavorato anche come doppiatrice nel film La carica dei cento e uno del 1961 in cui fa la parte di Anita Radcliffe.

## Filmografia parziale

### Cinema
- I rapinatori del passo (Fury at Gunsight Pass), regia di Fred F. Sears (1956)
- I fuorilegge del Colorado (The Dalton Girls), regia di Reginald Le Borg (1957)
- Faccia d'angelo (Baby Face Nelson), regia di Don Siegel (1957)
- La regina di Venere (Queen of Outer Space), regia di Edward Bernds (1958)
- La carica dei cento e uno (One Hundred and One Dalmatians), regia di Wolfgang Reitherman, Hamilton Luske e Clyde Geronimi (1961) - voce

### Televisione
- Scienza e fantasia (Science Fiction Theatre) – serie TV, episodio 2x03 (1956)
- Indirizzo permanente (77 Sunset Strip) – serie TV, episodi 1x15-2x13 (1959)
- Johnny Staccato (Johnny Staccato) – serie TV, episodio 1x03 (1959)

## Doppiatrici italiane
- Fiorella Betti in Guerra indiana
- Rita Savagnone in La regina di Venere
- Maria Pia Di Meo (parte parlata) in La carica dei cento e uno
- Tina Centi (parte cantata) in La carica dei cento e uno